# 獨一無二 (台灣電影)
《獨一無二》（英語：Love in Vain），是一部於2016年上映的愛情電影。由曹晏豪、温貞菱、雷婕熙領銜主演。台灣於2016年3月11日上映。

## 劇情簡介
略帶黑色幽默的城市愛情故事。阿彥和小于长得一模一樣，兩人都來到台北打拼，機緣巧合下生活出現交叉，影響了各自的人生發展。
北上打拚的老實人阿彥愛上房仲新人燕子，為了早日在台北高房價高消費下立足，聽信了燕子的推薦，回家借錢與名為胡哥的老江湖合作搞投資，但胡哥其實因為投資北海油田算錯了時間差，資金斷裂，他想拿阿彥的房子當周轉翻本的籌碼，整個投資案是高風險騙局，不久後阿彥發現自己老家拿的錢是奶奶的癌症理賠金，此時燕子也跑了，一無所有的他動起了想殺胡哥的念頭，此時胡哥也有想殺他獨吞房子的想法。
經紀公司老闆小于長得一樣卻是精於算計的藝人經紀公司老闆，和蘿蔔合夥開經紀公司，他認為旗下新人Echo有大紅潛力，暗戀自己的新人安安則不會紅，所以決定集中資源捧Echo，但逐漸發現Echo有吸眼球的一面但人品和脾氣有問題，以他的戰略眼光識人遲早會出事，於是想出製造假新聞讓安安紅起來作為保險，最後成功了也讓她走紅，小于之後還叫她潛規則去陪睡換取機會。而Echo之後果然出事被爆出未婚生子人氣大跌。小于順勢帶領安安另立門戶將爛攤子丟給舊合夥人蘿蔔，他的所有商場算計都成功即將走向璀璨人生。
不料安安發現真相，她死心踏地的根源是當初自殺時被小于所救，但其實救她是阿彥，自己完全是付出一切給一個奸人的傻瓜。一切成功開始崩塌時，小于發現自己得了腦癌。

## 演員陣容

### 主要演員
| 演員姓名 | 角色名稱 | 介紹 |
| 曹晏豪   | 阿彥     |      |
| 曹晏豪   | 小       |      |
| 温貞菱   | 燕子     |      |
| 雷婕熙   | 安安     |      |

### 其他演員
| 演員姓名 | 角色名稱 | 介紹 |
| 戴立忍   | 胡哥     |      |
| 高盟傑   | 蘿蔔     |      |
| 張詩盈   | 慧珍姐   |      |
| 卜學亮   | 亮哥     |      |
| 金士傑   | 老楊     |      |
| 郎祖筠   | 郎姐     |      |
| 李昶俊   | Echo     |      |
| 黃琬琴   | 胖妞     |      |
| 吳芮甄   |          |      |
| 陳垣妧   | 阿美     |      |

## 電影歌曲
| 曲別   | 歌名               | 演唱者 | 作詞   | 作曲   | 備註 |
| 主題曲 | Universe of Hearts | 黃建為 | 高敏功 | 蔡曜任 |      |
| 插曲   | 迷路               | 李鈺卿 | 季欣霈 | 蔡曜任 |      |

## 工作人員
- 監製：
- 製作人：王芝方
- 導演：楊順清
- 編劇：楊順清
- 化妝：蔡旻錦（雙雙）
- 製作公司：德風電影有限公司
- 發行公司：德風電影有限公司

## 外部連結
- 獨一無二的Facebook專頁
- AllMovie上《獨一無二》的资料（英文）
- 豆瓣电影上《獨一無二》的資料 （简体中文）
- 时光网上《獨一無二》的資料（简体中文）
- 香港影庫上《獨一無二》的資料（繁體中文）
- 開眼電影網上《獨一無二》的資料（繁體中文）
- Yahoo奇摩電影上《獨一無二》的資料（繁體中文）
- 互联网电影数据库（IMDb）上《獨一無二》的资料（英文）